# GPS diferencial

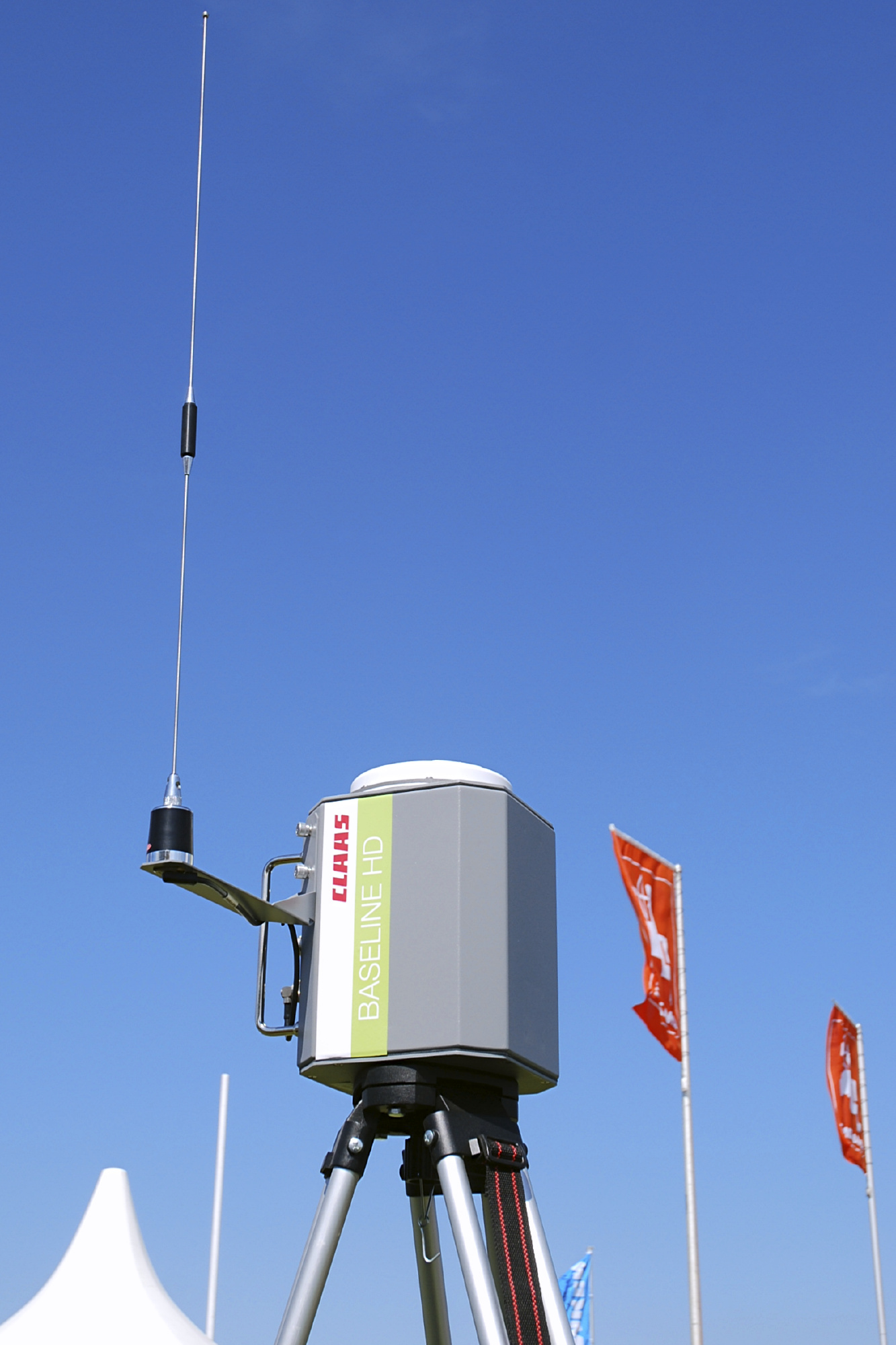
Estação de referência transportável para DGPS.

GPS diferencial (DGPS -Differential Global Positioning System) é uma técnica de posicionamento relativo baseada na correção das informações obtidas por um receptor GPS pelo uso dos dados um ou mais receptores GPS fixos (chamados de estação de referência). 
Uma estação de referência é um receptor GPS com posição previamente conhecida com alta precisão: este receptor obtém os sinais dos satélites e calcula sua posição (como um receptor comum), porém compara esta posição calculada com sua posição previamente conhecida. Esta diferença de posição e de outros dados são enviadas para o receptor do usuário para que este faça suas correções .
Deve-se considerar que receptores GPS envolvidos devem possuir software específico para cálculo da posição corrigida e um sistema de telecomunicações para transmissão de dados. 

## Histórico
Com intuito de evitar que fosse utilizada pelos inimigos dos EUA, a tecnologia GPS foi desenvolvida inicialmente com um erro deliberado (chamado de Disponibilidade Seletiva - SA) que provocava uma variação na posição planimétrica de cerca de 100 metros para receptores civis  (receptores militares dos EUA não estavam sujeitos a este erro). Este erro impedia o desenvolvimento de diversas atividades gerais que demandam posicionamento de alta qualidade (por exemplo, agricultura de alta precisão), de modo que diferentes técnicas foram propostas para minimizar seus efeitos, entre as quais o DGPS. A SA foi descontinuada em 01 de maio de 2000 , porém técnicas como DGPS continuaram a ser utilizadas: o DGPS é uma técnica que ainda oferece melhor qualidade de posicionamento do que o posicionamento utilizando exclusivamente os dados dos satélites, em especial, por tratar erros provocados pela transmissão dos sinais dos satélites através da atmosfera . 

## Operação
As principais técnicas DGPS podem ser divididas em dois tipos: no domínio da posição e no domínio da pseudodistância . Em ambos os casos, é calculada a diferença entre os sinais obtidos pelo receptor do usuário e um conjunto de receptores com coordenadas bem-conhecidas: a partir desta diferença, corrigem-se os sinais do receptor do usuário. A correção se baseia no princípio que dois receptores próximos possuem erros altamente correlacionados que podem ser cancelados de forma a corrigir os dados do receptor do usuário. Não existe uma definição formal de quão próximo um receptor deve estar de uma estação de referência: o Plano Federal de Radionavegação dos Estados Unidos citam um erro de  0,67 m para cada 100 km,  mas outras medições sugerem uma degradação de apenas 0,22 m por 100 km .
Estações de referência podem ser montadas por usuários para atividades locais, no entanto, atualmente estão disponíveis redes particulares e governamentais de estações de referência que podem ser acessadas  para uso em atividades de alto desempenho. No Brasil, por exemplo, este recurso é oferecido pela Rede Brasileira de Monitoramento Contínuo dos Sistemas GNSS pertencente ao Instituto Brasileiro de Geografia e Estatística. 

### Correção no domínio da posição
Este tipo de correção utiliza uma estação de referência com posição prévia bem conhecida. Esta estação obtém os dados dos satélites e calcula uma nova posição, que é comparada com a sua posição previamente conhecida. A diferença entre as duas posições é transmitida para o receptor do usuário, que a utiliza para corrigir seu próprio cálculo de posição .

### Correção no domínio da pseudodistância
Este tipo de correção consiste em obter a diferença entre as pseudodistâncias obtidas entre a estação de referência e o receptor do usuário, aplicando estas diferenças para que o receptor recalcule suas próprias pseudodistâncias . 